# Hélio Isaías da Silva
Hélio Isaias da Silva (Oeiras, 4 de agosto de 1964) é um fisioterapeuta  e político brasileiro com atuação no estado do Piauí.

## Dados biográficos
Filho de Isaias Vieira da Silva e Francisca Antônia Pacheco. Formado em Fisioterapia pela Universidade de Fortaleza em 1986 com especialização em Ortopedia e Traumatologia pela Santa Casa de Misericórdia de São José do Rio Preto e em Fisioterapia Respiratória pela Universidade de Fortaleza. Proprietário de uma clínica de fisioterapia em Teresina, trabalhou no Hospital Getúlio Vargas e na Fundação Municipal de Saúde, na capital piauiense.

## Carreira política
Eleito deputado estadual pelo PTB em 2002, 2006, 2010 e 2014, é irmão de José Isaías da Silva, que conquistou um mandato para a Assembleia Legislativa do Piauí pelo PDC em 1990 e cunhado da ex-deputada federal Margarete Coelho. No segundo governo de Wellington Dias foi secretário do Trabalho e no quarto governo foi secretário de Defesa Civil. Graças aos efeitos da Emenda Constitucional n.º 91, ingressou no PP em 2016 sendo reeleito deputado estadual em 2018 e renovando o mandato pelo PT em 2022.
Sua esposa, Carmelita de Castro Silva, elegeu-se prefeita de São Raimundo Nonato via PP em 2016 e 2020.